# كيري هيلسون
كيري لين هيلسون (بالإنجليزية: Keri Lynn Hilson)‏ (ولدت في 5 ديسمبر ، 1982 في مدينة ديكاتور، جورجيا) مغنية وكاتبة أغاني أمريكية أر أن بي، تكتب أغاني لفنانين آخرين مثل بريتني سبيرز، سايرا، بيونسي، لوداكريس، أشر.
أول ألبوم إستوديو لهيلسون In a Perfect World… صدر في مارس 2009 ولأول مرة أخذ رقم واحد في أعلى ألبومات أر أن بي/هيب هوب في قائمة الولايات المتحدة، حيث أنه مؤهل لبيع الذهب 540,000 نسخة وتضمن الألبوم العمل الناجح العالمي، "Knock You Down" التي ظهر فيها كانييه ويست وني-يو وحققا لها الترشيح لجائزة غرامي لأفضل غناء راب متعاون في 2010 . إعادة تصدير الألبوم، "I Like" التي تضمنت العمل الناجح الأول الألماني، وبيع أكثر من 200,000 نسخة، كضيف بارز في كلا أر أن بي وأنواع الهيب هوب، أصبحت هيلسون مميزة بين الفنانين الآخرين، ببداية مع إكسزيبيت "Hey Now (Mean Muggin)," الذي استلمت ائتمانها الرسمي الأول في 2004، العمل الناجح الأول الفردي "The Way I Are" و "Scream" مع تمبالاند، وأيضًا ظهرت مع دي.أو.إي، ونيكول شيرزينغر على التوالي. تذكر كيري بأن تي-بوز كتأثيرها وإلهامها الأكبر

## الحياة الشخصية
ولدت هيلسون في 5 ديسمبر 1982 في مدينة ديكاتور، جورجيا، ودرست في مدرسة تاكر الثانوية في تاكر، جورجيا. وفي أثناء مراهقتها درست هيلسون البيانو والغناء، وإنضمت إلى مجموعة الفتاة باسم دي'ساين حينما كانت في الـ17 من عمرها، تقتبس هيلسون بتأثير جانيت جاكسون بفيديو الكليب الجديد لها "Pretty Girl Rock"، وأصبحت كاتبة أغاني ومغنية في الثانوية، وحضرت كلية أكسفورد جامعة إموري حيث تحصصت في المسرح.

## 2001–2007: كتابة الأغاني معذا كلاتشوالمشاريع المنفردة
بدأت هيلسون في كتابة الأغاني في عام 2001 وتستمر في كتابة أغاني لبريتني سبيرز، سايرا، بيونسي، لوداكريس، أشر. في 2004 ظهرت مع إكسزيبيت الأغنية الفردية "Hey Now (Mean Muggin)," الذي استلمت ائتمانها الرسمي الأول كضيفة غناء، في 2006 وقّعت هيلسون مع تمبالاند، ظهرت في الأغنية الفردية "Help" من لويد بانكس التي بلغت ذروتها في عدد سبعة وسبعين على قائمة الولايات المتحدة أر أن بي/هيب هوب.
بينما كانت هيلسون تعمل مع بولو دا دون في الإستديو، سألها، " أي منتج تظنين بإمكانه أخذكِ إلى أي مكان تريدين كفنانة؟" وأجابته " مع تمبالاند الذي كان يبحث عن أنثى سوداء منفردة فنانة لأر أن بي. وبعد الغناء لتمبالاند عبر الهاتف، بدؤوا بالتسجيل في مصنع الأغاني الضاربة في نهاية الاسبوع التالي. في 2007، عملت هيلسون عدة مشاركات على جهد تمبالاند المنفرد في ألبومه Shock Value ، ومنهم "The Way I Are" و "Scream" وصلت الرقم الثالث في قائمة لوحة إعلانية للولايات المتحدة من 100 . بالإضافة إلى ذلك، ظهرت في أغنية "Lost Girls" على المنطقة 4، وكان الفضل يعود لألبوم ريتش بوي للأغنية الفردية الثانية "Good Things"، ونُسبت ككاتبة والدعم الصوتي على ألبوم Blackout لبريتني سبيرز. وظهرت أيضًا في أغاني فيديو ويضمن ذلك أشر لأغنيته الناجحة "Love in This Club"، وني-يو لأغنيته "Miss Independent".

## 2008–2009:In a Perfect World

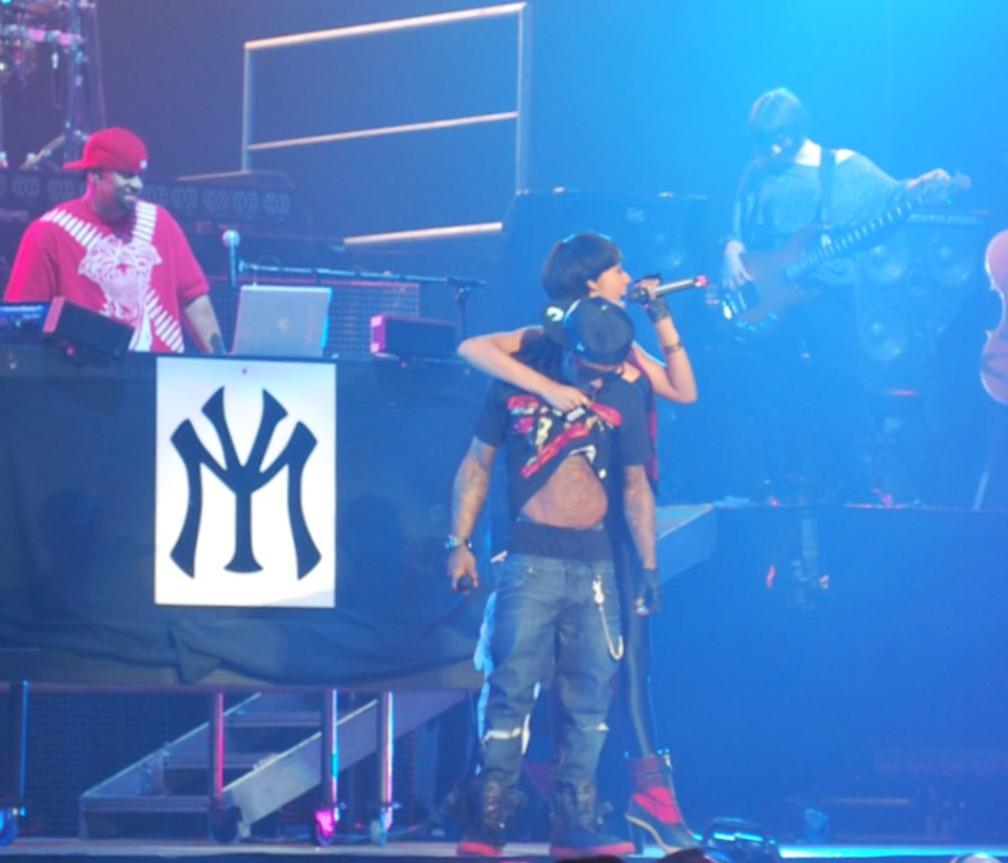
كيري هيلسون و ليل واين يغنون في شركة جنرال موتورز بلايس في فانكوفر في يناير من 2009.

في أكتوبر 2008 تعاونت هيلسون مع كريس براون على أغنية بعنوان "Superhuman"، التي وصلت إلى قمة العشرينات في أيرلندا ونيوزيلندا. قامت هيلسون بإصدار ألبومها In a Perfect World في مارس 2009 . أخذ المركز الرابع في بيلبورد 200 في الولايات المتحدة ورقم واحد في أعلى ألبومات أر أن بي/هيب هوب، مخططات البيع للأسبوع الأول ما يقارب 94,000 نسخة، وحصل على نقادات إيجابية من قبل نقاد الموسيقى الذين لاحظوه، أنتجت خمسة أغاني فردية بالألبوم، ومنهم "Energy" وأيضًا "Turnin Me On" وأيضًا "Knock You Down" وذلك بتعاون مع كانييه ويست وني-يو أدخلاها في قمة العشر الأوائل من أغلبية جميع المخططات التي ظهرت، يتم إعادة تصدير الألبوم، بضمن ذلك الأغاني الغير مصدرة سابقًا مثل العمل الناجح البلاتيني الألماني رقم واحد"I Like" وكتبت لفيلم Zweiohrküken . وفي هذه الأثناء أستمرت هيلسون في الظهور على العديد من الإعلانات من قِبل عدة فنانون طوال 2009 . بما في ذلك للمغني الراب بلايز "Medicine", ولمغني الهيب-هوب فابولوس "Everything, Everyday, Everywhere," وأيضا ناز "Hero" والمغني شين بول "Hold My Hand".

## 2010–الحاضر:No Boys Allowed
في يناير 2010، تعاونت مع إيكون للغناء فردي للعمل الخيري "Oh Africa". وكانت أيضًا جزءًا من قائمة ممتدة للفنانين الموسيقيين أثناء دورة التدريب "We Are the World 25 for Haiti" ، كما أنها أصبحت ضيفة ظهور فردية منها "Million Dollar Girl" من قبل ترينا، وأيضا "Got Your Back" من قبل تي.آي. في أبريل 2010، أعلنت بأنها كانت الوجه الجديد لآيفون، بدلاً من المغنية جنيفر هدسون.
ألبومها الثاني No Boys Allowed صدر في 21 دسمبر 2010 . وأوضحت هيلسون بأن «No Boys Allowed أنتج على أنه مشروع شخصي بعمق لجلب النساء بأرجلهم. عنوان الألبوم إستفزازي ويعني غير مسموح للفتيان ، ليس كما يعتقد البعض، إنه ليس حول إخراج الرجال. إنه حول النساء أكثر علمًا بأن هناك وقت في حياتك عندما تريدين رجلاً، رجلاً حقيقي، ناضج، ليس فتى، وذلك ليس شيء سيء، أكتب من وجهة نظر أنثوي، ولكن أنا أيضا أقول ما يشعرن النساء حول الرجال.» "Breaking Point" أنتجت من قِبل تمبالاند صدرت كأعزب الألبوم القائد في الولايات المتحدة في 7 سبتمبر 2010 . فقد وصلت إلى قمة رقم أربعة وأربعون من قائمة أغاني أر أن بي/هيب هوب المثيرة على الولايات المتحدة. "Pretty Girl Rock" صدرت كالأغنية الفردية الثانية في 12 أكتوبر 2010 . قد وصلت إلى قمة حالية من رقم تسعة عشر من قائمة أغاني أر أن بي/هيب هوب المثيرة على الولايات المتحدة وأيضًا رقم خمسة وأربعون في بيلبورد هوت 100 على الولايات المتحدة. قد تلقى الفيديو الموسيقي للأغنية إطراء حرج وانتقاد لولائه إلى الرموز الموسيقية من الماضي مثل جوزيفين بكير، دوروثي داندريدج، ديانا روس، دونا سمر، جانيت جاكسون وتي إل سي. تظهر هيلسون ككل كمغنية مشهورة من عصر مصور.

## الإصدارات
- (2009) In a Perfect World…
- (2010) No Boys Allowed

## الجوائز والترشيحات
| السنة | النوع                          | الجائزة                                                  | النتيجة |
| ----- | ------------------------------ | -------------------------------------------------------- | ------- |
| 2007  | جوائز إم تي في الأغاني المصورة | (Monster Single of the Year ("The Way I Are" مع تمبالاند | رُشِّح     |
| 2009  | جوائز الموسيقى الأمريكية       | أفضل أنثى فنانة لأر أن بي/روح                            | رُشِّح     |
| 2009  | جوائز الموسيقى الأمريكية       | إنجاز فنانة                                              | فوز     |
| 2009  | جوائز بي إي تي                 | أفضل فنانة جديدة                                         | فوز     |
| 2009  | جوائز بي إي تي                 | اختيار المشاهد ("Turnin Me On") مع ليل واين              | رُشِّح     |
| 2009  | جوائز بي إي تي                 | أفضل تعاون ("Turnin Me On") مع ليل واين                  | رُشِّح     |
| 2009  | جوائز بي إي تي                 | أفضل فنانة أر أن بي                                      | رُشِّح     |
| 2009  | Urban Music Awards             | أفضل ألبوم (In A Perfect World)                          | رُشِّح     |
| 2009  | Urban Music Awards             | أفضل تمثيل أنثوي                                         | فوز     |
| 2009  | جوائز موبو                     | أفضل تمثيل دولي                                          | فوز     |
| 2009  | جوائز موبو                     | أفضل تمثيل لأر أن بي/روح                                 | فوز     |
| 2009  | Soul Train Awards              | أفضل فنانة جديدة                                         | فوز     |
| 2009  | Soul Train Awards              | أغنية السنة ("Turnin Me On") مع ليل واين                 | رُشِّح     |
| 2009  | Soul Train Awards              | إسطوانة السنة ("Knock You Down")                         | فوز     |
| 2009  | Soul Train Awards              | أفضل تعاون ("Knock You Down")                            | فوز     |
| 2010  | جوائز الغرامي                  | أفضل فنانة جديدة                                         | رُشِّح     |
| 2010  | جوائز الغرامي                  | أفضل راب/غناء تعاون ("Knock You Down")                   | رُشِّح     |
| 2010  | جوائز إيميج السينمائية         | بروز فنانة جديدة                                         | فوز     |

## روابط خارجية
- كيري هيلسون على موقع IMDb (الإنجليزية)
- كيري هيلسون على موقع روتن توميتوز (الإنجليزية)
- كيري هيلسون على موقع ميوزك برينز (الإنجليزية)
- كيري هيلسون على موقع رولينغ ستون (الإنجليزية)
- كيري هيلسون على موقع أول موفي (الإنجليزية)
- كيري هيلسون على موقع إن إن دي بي (الإنجليزية)
- كيري هيلسون على موقع أول ميوزيك (الإنجليزية)
- كيري هيلسون على موقع ديسكوغز (الإنجليزية)
- كيري هيلسون على موقع قاعدة بيانات الفيلم (الإنجليزية)